# Hulimangalahosakote, Malur
Hulimangalahosakote là một làng thuộc tehsil Malur, huyện Kolar, bang Karnataka, Ấn Độ.